# Hyloscirtus mashpi
Espèce
Hyloscirtus mashpi est une espèce d'amphibiens de la famille des Hylidae.

## Répartition
Cette espèce est endémique de la province de Pichincha en Équateur. Elle se rencontre entre 778 et 1 279 m d'altitude.

## Description
Les 14 spécimens adultes mâles observés lors de la description originale mesurent entre 28,7 mm et 33,8 mm de longueur standard et les 2 spécimens adultes femelles observés lors de la description originale mesurent entre 37,0 mm et 38,5 mm de longueur standard.

## Étymologie
Son nom d'espèce lui a été donné en référence à son lieu de découverte, la Réserve de Biodiversité Mashpi. Mashpi est un terme de la culture locale préincaïque Yumbo, qui signifie ‘ami de l'eau’.